# نيكلاس أندرسين
نيكلاس أندرسين (بالألمانية: Niklas Andersen)‏ (مواليد 4 أغسطس 1988 في فرانكفورت - ألمانيا الغربية) لاعب كرة قدم ألماني يلعب حاليا لصالح نادي الدرجة الأولى فيردر بريمين الألماني منذ 2008 في مركز الظهير الأيسر .

## روابط خارجية
- نيكلاس أندرسين على موقع الاتحاد الأوربي (الإنجليزية)
- نيكلاس أندرسين على موقع قاعدة بيانات كرة القدم.إي يو (الإنجليزية)
- نيكلاس أندرسين على موقع بيانات كرة القدم. دي إي (الألمانية)
- نيكلاس أندرسين على موقع Soccerway.com (الإنجليزية)
- نيكلاس أندرسين على موقع عالم كرة القدم.نت (الإنجليزية)
- نيكلاس أندرسين على موقع كووورة